# Francis Baily
Pour les articles homonymes, voir Baily.
Francis Baily (28 avril 1774-30 août 1844) est un astronome anglais.

## Biographie
Baily naît à Newbury, Berkshire. En 1796 et 1797 il voyage dans les portions encore non explorées d'Amérique du Nord. Son journal de voyage est édité par Auguste De Morgan en 1856. Il entre ensuite à la bourse de Londres et publie plusieurs livres dans le domaine des assurances-vie, Tables for the Purchasing and Renewing of Leases (1802), The Doctrine of Interest and Annuities (1808), et The Doctrine of Life-Annuities and Assurances (1810). Il amasse une fortune et se retire des affaires en 1825 pour se consacrer à l'astronomie.
Il prend une part active dans la création de la Royal Astronomical Society (RAS). Il reçoit la médaille d'or de la RAS en 1827 pour sa préparation du Catalogue of 2881 stars de la RAS.

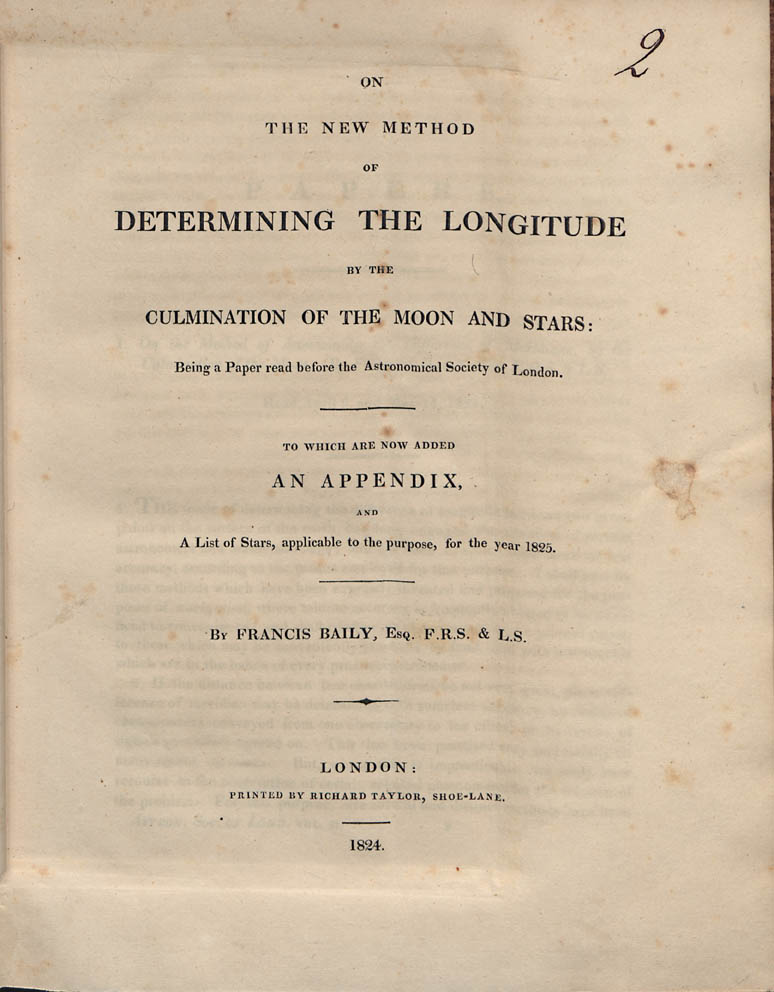
On the new method of determining the longitude by the culmination of the moon and stars, 1824

La réforme du Nautical Almanac en 1829 est basé sur les critiques de Baily. Il recommande en 1837 à la British Association la réduction des catalogues d'étoiles de Jérôme Lalande et Nicolas-Louis de Lacaille contenant 57 000 étoiles, il exécute lui-même une grande partie du travail. Il dirige la compilation pour la British Association du Catalogue of 8377 stars publié en 1845. Il révise les catalogues d'étoiles de Tobias Mayer, Ptolémée, Ulugh Beg, Tycho Brahe, Edmond Halley et Johannes Hevelius.
Ses observations des grains de Baily durant une éclipse annulaire du Soleil le 15 mai 1836 dans le Roxburghshire est le début d'une série d'expéditions modernes d'observations des éclipses. Sa description de ce phénomène qui dépend des irrégularités des montagnes lunaires attire l'attention sur l'éclipse totale du 8 juillet 1842 que Baily observe à Pavie.
Baily complète et discute les expériences d'Henry Foster effectuées avec un pendule et en déduit un aplatissement de la Terre de 1/289,48. Il corrige la longueur du pendule-seconde et en 1843 il est chargé de reconstruire les standards de longueurs.
Sa répétition des expériences de Henry Cavendish lui donne une valeur pour la densité de la Terre de 5,66, ce qui lui vaut à nouveau en 1843 la médaille d'or de la Royal Astronomical Society.
Son compte rendu de la vie de John Flamsteed est d'une grande importance pour l'histoire des sciences du XVIIe siècle. Il meurt à Londres le 30 août 1844 et est enterré dans le caveau familial de l'église de la paroisse de Thatcham. Un cratère sur la Lune porte son nom. L’alliage rigide et relativement insensible à l’expansion thermique utilisé pour couler l’étalon du yard de 1855 fut aussi nommé en honneur (métal de Baily : 16 parties de cuivre, 2,5 parties d’étain et 1 partie de zinc).